# 시에라네바다 (영화)
시에라네바다(Sieranevada)는 프랑스에서 제작된 크리스티 푸이유 감독의 2016년 드라마 영화이다. 미미 브래네스쿠 등이 주연으로 출연하였다.

## 출연

### 주연
- 미미 브래네스쿠
- 보그단 두미트라체